# マグノリア・ホテル (テキサス州ダラス)
マグノリア・ホテル（英語: Magnolia Hotel）は、アメリカ合衆国のテキサス州ダラスのダウンタウンのメインストリート地区にある高級ホテル。マグノリア・ビルディング、マグノリア・ペトロリアム・ビルディングとも呼ばれる。29階建てのボザール様式の建築で、アドルファス・ホテルを上回り、長年州内で最も高いビルであった。ダラス・ランドマークおよびアメリカ合衆国国家歴史登録財に認定されている。

## 歴史
1922年8月、アドルファス・ホテルの隣に400万ドルをかけてマグノリア石油会社の本社として開業した。1934年、アメリカ石油協会の定例会議が初めてダラスで開催されることを記念し、屋上にトレードマークとなるネオンペガサスが建てられた。1959年にマグノリア・ペトロリアムを合併したモービル・オイルはこのペガサスのロゴを流用した。水平に回転するペガサスはダラスを象徴するものとなり、ダラスで最も知られ慕われるランドマークの1つとなり、より高い超高層建築物ができてさえも存在感を残しているが、現在は南側からしか見ることができない。
1974年までに機械の問題で回転しなくなり、1977年、地所はダラス市に売却された。1978年、この建物はアメリカ合衆国国家歴史登録財に指定された。
1997年、コロラド州デンバーの開発者に買収され、330室の高級ホテルとなるマグノリア・ホテルに変遷した。
1999年、翌年のミレニアム祭に備え、ペガサスは全修理のために取り外された。しかし修理不可能となったため最初から作り直すこととなった。2000年1月1日の午前0時、完成した回転式のペガサスの照明が初点灯された。何十年も掲げられていた元の看板はダラスのカーサ・リンダ地区のモービル・オイルの上部に展示されていたが、現在オールド・レッド・ミュージアムに展示されている。

## ギャラリー

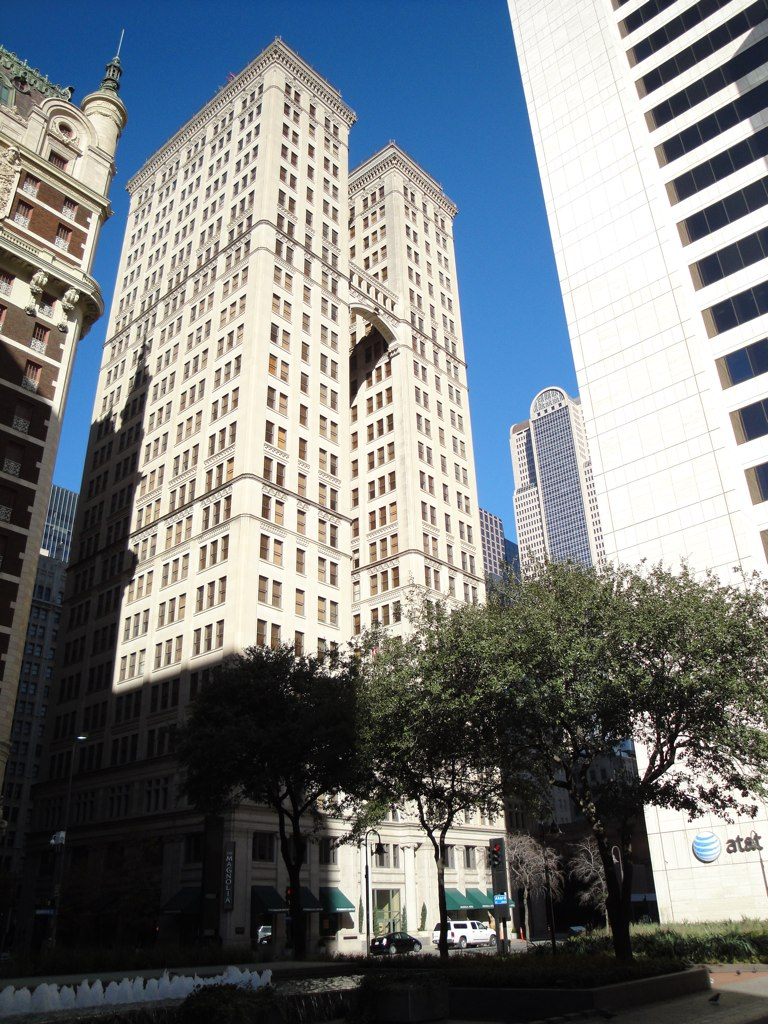
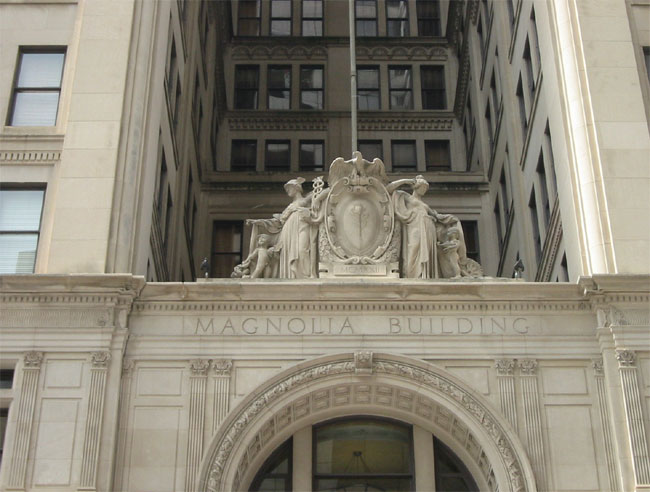
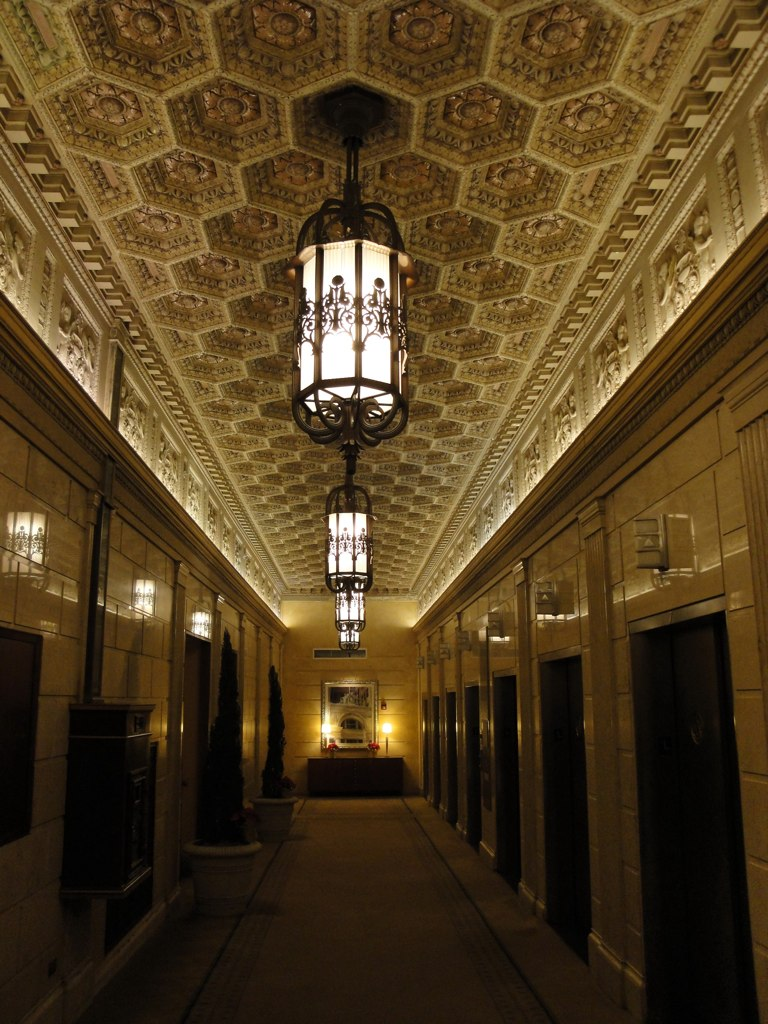
エレベーター・ロビー
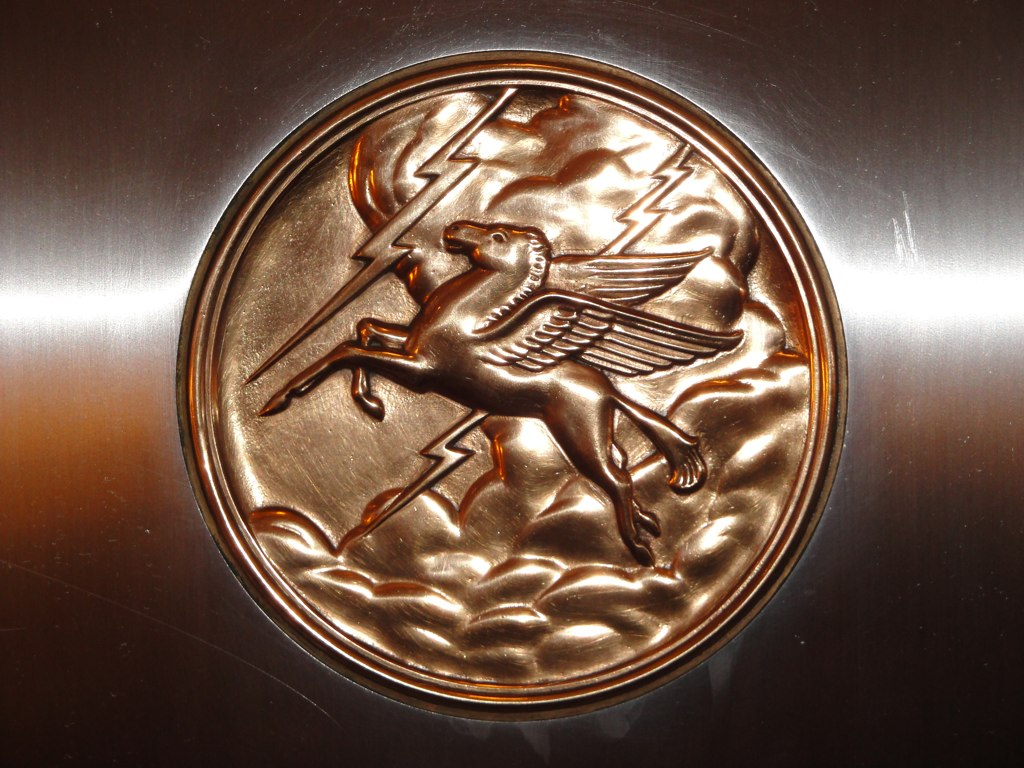
エレベーターのペガサスの円形模様
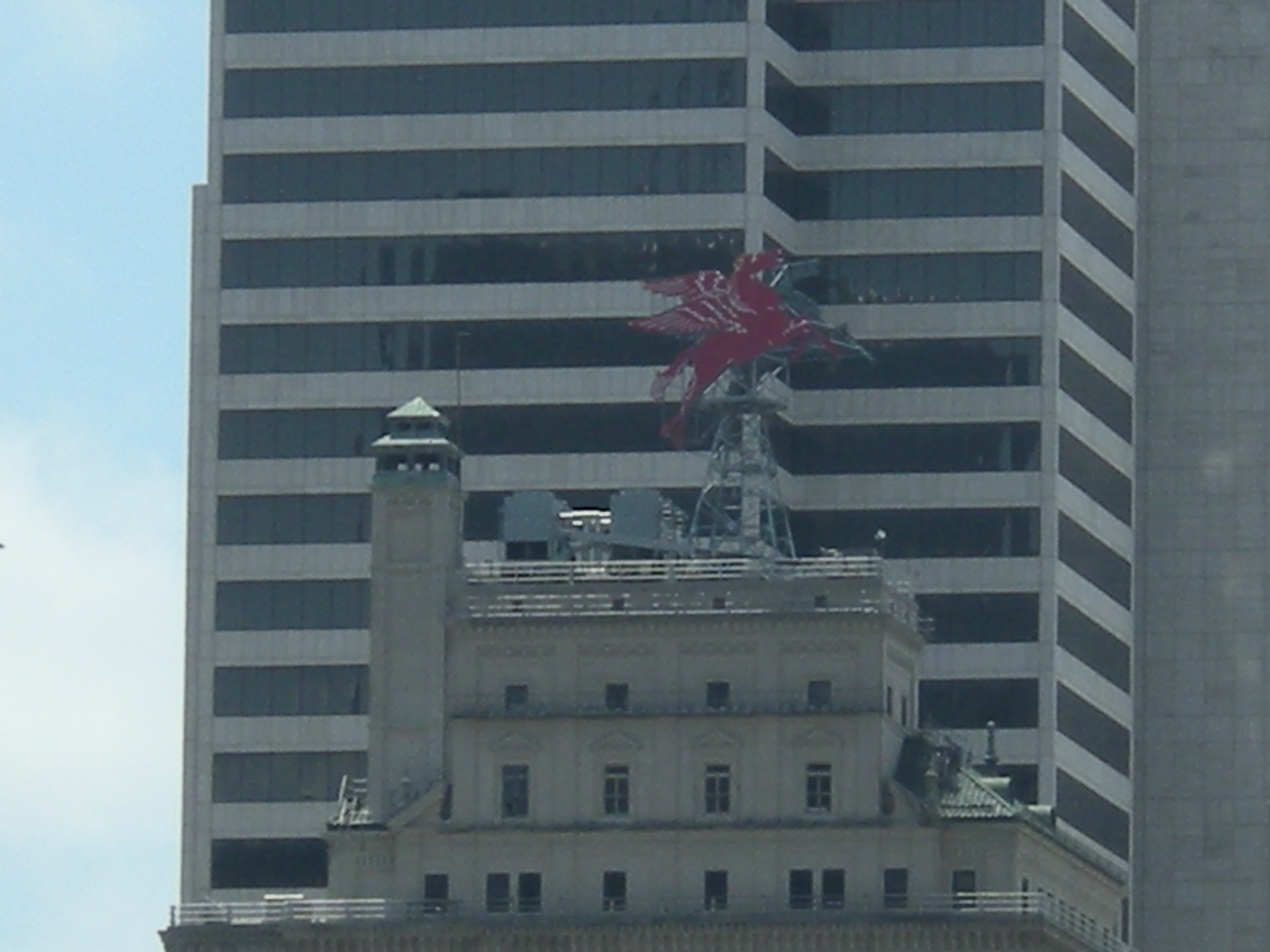
屋根の上の赤いペガサス